# Res dej inte!
Res dej inte! är en svensk novellfilm från 2010, med manus av Sebastian Ylvenius, Richard Jarnhed och Erik Bolin.
Filmen premiärvisades vid Göteborg International Film Festival 2010 och har genom utbildningsradion visats på Sveriges Television.

## Handling
Under en fest misshandlas en kille brutalt av ett gäng. En tjej hotas till tystnad. En fotbollsfirma planerar att hämnas. I händelsernas centrum står tre ungdomar som brottas med sin skuld som gärningsman, sin rädsla som vittne och sitt hämndbegär som offer. Men vem är ansvarig?

### Fotnoter
1. ↑  Res dej inte! på Svensk Filmdatabas
2. ↑  Sveriges Television: Tablå från SVT1 Arkiverad 5 februari 2011 hämtat från the Wayback Machine.. Läst: 2011-08-04.